# Club Deportivo Atalaya (Córdoba)
El Club Deportivo Atalaya, también conocido simplemente como Atalaya, es una institución que tiene como actividad principal la disciplina del fútbol. Milita en la Primera División de la Liga Cordobesa de Fútbol que se encuentra afiliada a la Asociación del Futbol Argentino.

## Historia
En 1956, pasada la mitad del año, un grupo de jóvenes forjó el Club Deportivo Atalaya, en la zona de barrio Argüello, de la ciudad de Córdoba, Argentina. Tuvo como primer presidente al Doctor Mateo Panero. Este fue el anfitrión también, de las primeras reuniones de la incipiente institución que se realizaban en la casa que actualmente ocupa el Colegio del Carmen, para luego trasladarse al sótano de la familia Algarbe, la cual trabajó a destajo por el club a lo largo de su existencia.
Meses después se compró el terreno actual en Argüello, a una cuadra del Colegio La Salle, y se construyó la sede social en la calle Francisco Palau. Sus primeros pasos en el fútbol fueron en ligas independientes y en ligas provinciales como la Liga Serrana, Regional Colón y General Paz. Tras ser protagonista en reiteradas ocasiones consigue su mayor logro en 1962 cuando fue campeón de campeones al ganar el certamen que reunía a los mejores equipos provinciales, venciendo en la final a Falucho de Jesús María por 2 a 1. 
Su primera cancha estaba cerca de la sede social, pero cuando decidió afiliarse a la Liga Cordobesa de Fútbol, en 1964, no pudo contar con su predio y debió jugar en cancha de sus rivales, hasta que fue desafiliado por dos años por no tener un campo de juego propio. Recién en 1968 juega con su primer equipo en la Liga Cordobesa actuando en Tercera Ascenso, por entonces la cuarta categoría del fútbol capitalino. Al año siguiente realiza una gran campaña que le permite a Atalaya ser campeón por primera vez en su historia liguera al vencer a Vélez Sársfield y ascender a la Segunda Ascenso. Ya en la década del ´70 instala su cancha en barrio Argüello, a metros del Canal Maestro Norte, la cual perdura hasta nuestros días.
El 5 de noviembre de 1988, el club de Argüello logra su mayor anhelo, ascender a Primera División A de la Liga Cordobesa de Fútbol tras superar a Argentino Central en el cuadrangular final, pero sólo dos años estará en el máximo nivel, ya que una magra campaña y problemas financieros lo obliga a descender a la Primera B en 1990. En 1994, cae a la Primera C donde se mantuvo hasta 1999 donde logró un nuevo ascenso a la B.
Desde el año 2000 y desde ese momento hasta la actualidad Deportivo Atalaya no dejó de crecer. 
En el 2003, casi clasifica al cuadrangular final por el segundo ascenso a Primera B y en el 2004 ganó el reducido de la C y sin pausa, un año después, llegó a la B. Tuvo buenas campañas en la segunda división del fútbol local (ascensos y descensos a la Primera División) hasta que a partir del 2010 ascendió a la máxima Categoría, se afirmó y desde allí a la fecha de hoy, se convirtió en uno de los animadores permanentes de los torneos de Primera División de la Liga Cordobesa de Fútbol.
Con el correr de los años y el gran equipo de Directores Técnicos, Profes y Asistentes Técnicos, que armó Piero Foglia, como Director Deportivo del Club, hizo que Deportivo Atalaya se convirtiera en uno de los clubes más importantes del interior del país, en materia de divisiones inferiores; tanto es así, que en forma permanente llegan a Córdoba coordinadores de inferiores de distintos clubes nacionales e internacionales con intención de ver el "semillero" que tiene el club.
Otro de los logros de la actualidad, es que Atalaya tiene juveniles desparramados en diversos clubes de Primera División, y a través del acuerdo que logro con el Inter de Italia (uno de los clubes más importantes del mundo) pudo llevar jugadores para que vieran y vivieran la experiencia europea.
Más acá en el tiempo, en 2017 y 2018 pudo llevar delegaciones de distintas categorías para que compitieran en torneos internacionales, en un gran esfuerzo económico y logístico; logro que como Club se lo tuviera en cuenta para estos eventos que convocan a los juveniles más importantes del planeta.

## Club formador
Algunos jugadores surgidos en la institución:
| - Julio Buffarini - Emanuel Perrone - Danilo Carando - Enzo Roldán - Facundo Cuello - Daniel Montagnino | - Simón Rivero - Rodrigo Montes - Javier Morales - Juan Pablo Cabaña - Matias Paez - Alexis Barraza | - Santiago Ramos Mingo - Matías Ramos Mingo - Franco Ramos Mingo - Cristian Insaurralde - Luciano Vega - Elías David Torres | - Andres Passero - Tomas Valentín Flores - Guido Licheri - Joaquín Quiñonez - Joaquín Panichelli - Lautaro Espindola | - Jeremías Martinet - Julián Alvarez - Franco Vezzoni - Agustín Heredia - Lucas Zelarayán |